# Hyderabad Football Club 2020-2021
Questa voce raccoglie le informazioni riguardanti il Hyderabad nelle competizioni ufficiali della stagione 2020-2021.

## Organico

### Rosa
| N. |                        | Ruolo | Calciatore         |
| -- | ---------------------- | ----- | ------------------ |
| 3  | Paesi Bassi (bandiera) | C     | Roland Alberg      |
| 4  | India (bandiera)       | D     | Chinglensana Singh |
| 6  | Spagna (bandiera)      | C     | Lluís Sastre       |
| 7  | Australia (bandiera)   | C     | Joel Chianese      |
| 8  | Brasile (bandiera)     | C     | João Victor        |
| 9  | Spagna (bandiera)      | A     | Aridane Santana    |
| 10 | India (bandiera)       | A     | Mohammad Yasir     |
| 11 | India (bandiera)       | C     | Abhishek Halder    |
| 12 | India (bandiera)       | A     | Liston Colaco      |
| 13 | India (bandiera)       | P     | Lalbiakhlua Jongte |
| 14 | India (bandiera)       | C     | Sahil Tavora       |
| 15 | India (bandiera)       | D     | Dimple Bhagat      |
| 16 | Spagna (bandiera)      | D     | Odei Onaindia      |
| 17 | India (bandiera)       | C     | Laldanmawia Ralte  |
| 18 | India (bandiera)       | C     | Hitesh Sharma      |
| 19 | India (bandiera)       | A     | Holicharan Narzary |

| N. |                   | Ruolo | Calciatore          |
| -- | ----------------- | ----- | ------------------- |
| 20 | India (bandiera)  | A     | Lalawmpuia          |
| 21 | Spagna (bandiera) | A     | Francisco Sandaza   |
| 22 | India (bandiera)  | D     | Nikhil Prabhu       |
| 23 | India (bandiera)  | D     | Souvik Chakrabarti  |
| 24 | India (bandiera)  | A     | Rohit Danu          |
| 25 | India (bandiera)  | P     | Laxmikant Kattimani |
| 27 | India (bandiera)  | C     | Nikhil Poojari      |
| 29 | India (bandiera)  | D     | Kynsailang Khongsit |
| 31 | India (bandiera)  | D     | Akash Mishra        |
| 34 | India (bandiera)  | C     | Sweden Fernandes    |
| 35 | India (bandiera)  | C     | Mark Zothanpuia     |
| 36 | India (bandiera)  | D     | Sahil Panwar        |
| 44 | India (bandiera)  | D     | Asish Rai           |
| 55 | India (bandiera)  | P     | Sankar Roy          |
| 70 | India (bandiera)  | A     | Ishan Dey           |
| 99 | India (bandiera)  | P     | Manas Dubey         |

### Staff tecnico
- Manuel Marquez - Allenatore
- Xavier Gurri Lopez - Vice allenatore
- Mehrajuddin Wadoo - Vice allenatore
- Thangboi Singto - Direttore tecnico
- Marc Gamon - Allenatore portieri

## Calciomercato
| Acquisti | Acquisti            | Acquisti        | Acquisti      |
| R.       | Nome                | da              | Modalità      |
| -------- | ------------------- | --------------- | ------------- |
| P        | Laxmikant Kattimani |                 |               |
| P        | Subrata Pal         | Jamshedpur      | Definitivo    |
| P        | Lalbiakhlua Jongte  | Indian Arrows   | Definitivo    |
| D        | Dimple Bhagat       |                 |               |
| D        | Chinglensana Singh  | FC Goa          | Definitivo    |
| D        | Abhash Thapa        | East Bengal     | Fine prestito |
| D        | Asish Rai           |                 |               |
| D        | Akash Mishra        | Indian Arrows   | Definitivo    |
| D        | Odei Onaindia       | Mirandés        | Definitivo    |
| D        | Nikhil Prabhu       | Hyderabad B     | Definitivo    |
| D        | Souvik Chakrabarti  |                 |               |
| D        | Kynsailang Khongsit | Shillong Lajong | Definitivo    |
| D        | Sahil Panwar        |                 |               |
| D        | Tarif Akhand        | Chennai City    | Fine prestito |
| C        | Abhishek Halder     |                 |               |
| C        | Nikhil Poojari      |                 |               |
| C        | Adil Khan           |                 |               |
| C        | Néstor Gordillo     |                 |               |
| C        | Hitesh Sharma       | ATK             | Definitivo    |
| C        | João Victor         | OFI Creta       | Definitivo    |
| C        | Joel Chianese       | Perth Glory     | Definitivo    |
| C        | Lluís Sastre        | AEK Larnaca     | Definitivo    |
| C        | Sahil Tavora        |                 |               |
| C        | Sweden Fernandes    | FC Goa B        | Definitivo    |
| C        | Mark Zothanpuia     | Hyderabad B     | Definitivo    |
| C        | Deependra Negi      |                 |               |
| A        | Robin Singh         | Real Kashmir    | Fine prestito |
| A        | Mohammad Yasir      |                 |               |
| A        | Holicharan Narzary  | Kerala Blasters | Definitivo    |
| A        | Rohit Danu          | Indian Arrows   | Definitivo    |
| A        | Aridane Santana     | Leonesa         | Definitivo    |
| A        | Francisco Sandaza   | Alcorcón        | Definitivo    |
| A        | Liston Colaco       |                 | Svincolato    |
| A        | Laldanmawia Ralte   |                 |               |
| A        | Lalawmpuia          | FC Goa          | Definitivo    |
| A        | Ishan Dey           | Hyderabad B     | Definitivo    |

| Cessioni | Cessioni            | Cessioni        | Cessioni   |
| R.       | Nome                | a               | Modalità   |
| -------- | ------------------- | --------------- | ---------- |
| P        | Kamaljit Singh      | Odisha          | Definitivo |
| P        | Kunzang Bhutia      | Mohammedan      | Definitivo |
| D        | Gurtej Singh        | East Bengal     | Definitivo |
| D        | Abhash Thapa        | Real Kashmir    | Definitivo |
| D        | Matthew Kilgallon   | Buxton          | Definitivo |
| D        | Tarif Akhand        |                 | Svincolato |
| C        | Rohit Kumar         | Kerala Blasters | Definitivo |
| C        | Marcelinho          | Odisha          | Definitivo |
| C        | Ajay Chhetri        | Bengaluru       | Definitivo |
| C        | Rafael López Gómez  |                 | Svincolato |
| C        | Shankar Sampingiraj |                 | Svincolato |
| C        | Deependra Negi      | Hyderabad B     | Definitivo |
| A        | Marko Stanković     | SV Lebring      | Definitivo |
| A        | Robin Singh         |                 | Svincolato |
| A        | Bobô                | Oeste           | Definitivo |
| A        | Giles Barnes        |                 | Svincolato |
| A        | Gani Ahamed Nigam   | Mohammedan      | Definitivo |
| A        | Faheem Ali          |                 | Svincolato |

### Mercato invernale
| Acquisti | Acquisti      | Acquisti    | Acquisti |
| R.       | Nome          | da          | Modalità |
| -------- | ------------- | ----------- | -------- |
| P        | Sankar Roy    | East Bengal | Prestito |
| C        | Roland Alberg | Roda JC     | Prestito |

| Cessioni | Cessioni        | Cessioni    | Cessioni   |
| R.       | Nome            | a           | Modalità   |
| -------- | --------------- | ----------- | ---------- |
| P        | Subrata Pal     | East Bengal | Prestito   |
| C        | Adil Khan       | FC Goa      | Prestito   |
| C        | Néstor Gordillo | KKS Kalisz  | Definitivo |

## Risultati

### Indian Super League
| Arbitro: | Nagvenkar T. |

|  |           |                            |
|  | Marcatori | 35’ (Rig.) Aridane Santana |

| Margao 28 novembre 2020, ore 19:00 UTC+5:30 2ª giornata | Bengaluru | 0 – 0 referto | Hyderabad | Fatorda Stadium (0 spett.)\| Arbitro: \| Kumar S. \| |
| Arbitro:                                                | Kumar S.  |               |           |                                                      |

| Arbitro: | Saha R. |

|                     |           |                 |
| Aridane Santana 50’ | Marcatori | 85’ Stephen Eze |

| Arbitro: | Kundu H. |

|                  |           |                        |
| Manvir Singh 54’ | Marcatori | 65’ (Rig.) João Victor |

| Arbitro: | Meitei A. |

|                                                 |           |                          |
| Aridane Santana 56’, 56’ Holicharan Narzary 68’ | Marcatori | 26’, 81’ Jacques Maghoma |

| Arbitro: | Meitei A. |

|  |           |                                               |
|  | Marcatori | 38’ Vignesh Dakshinamurthy 59’ Adam le Fondre |

| Arbitro: | Bakshi R. |

|                                   |           |  |
| Abdul Hakku 29’ Jordan Murray 88’ | Marcatori |  |

| Arbitro: | Srikrishna C. |

|                     |           |                                     |
| Aridane Santana 58’ | Marcatori | 87’ Ishan Pandita 90+2’ Igor Angulo |

| Arbitro: | Kumar S. |

|                   |           |                                                               |
| Anirudh Thapa 67’ | Marcatori | 50’ Joel Chianese 53’, 79’ Holicharan Narzary 74’ João Victor |

| Arbitro: | Kumar Gupta R. |

|                                                   |           |                                                               |
| Federico Gallego 45’, Rig.’ Benjamin Lambot 45+2’ | Marcatori | 3’ Aridane Santana 36’ Joel Chianese 85’, 90+5’ Liston Colaco |

| Bambolim 16 gennaio 2021, ore 15:00 UTC+5:30 12ª giornata | Mumbai City  | 0 – 0 referto | Hyderabad | GMC Stadium (0 spett.)\| Arbitro: \| Arumughan R. \| |
| Arbitro:                                                  | Arumughan R. |               |           |                                                      |

| Arbitro: | Kumar S. |

|                        |           |                    |
| Holicharan Narzary 13’ | Marcatori | 51’ Cole Alexander |

| Mormugao 24 gennaio 2021, ore 12:30 UTC+5:30 14ª giornata | Jamshedpur | 0 – 0 referto | Hyderabad | Tilak Maidan Stadium (0 spett.)\| Arbitro: \| Gupta R. \| |
| Arbitro:                                                  | Gupta R.   |               |           |                                                           |

| Arbitro: | Banerjee M. |

|                                             |           |                                     |
| Aridane Santana 86’ Francisco Sandaza 90+1’ | Marcatori | 9’ Sunil Chhetri 61’ Leon Augustine |

| Arbitro: | Arumughan R. |

|                                         |           |  |
| Francisco Sandaza 28’ Joel Chianese 83’ | Marcatori |  |

| Mormugao 7 febbraio 2021, ore 15:00 UTC+5:30 18ª giornata | Hyderabad | 0 – 0 referto | NorthEast Utd | Tilak Maidan Stadium (0 spett.)\| Arbitro: \| Kundu H. \| |
| Arbitro:                                                  | Kundu H.  |               |               |                                                           |

| Arbitro: | Meitei A. |

|                       |           |                       |
| Bright Enobakhare 59’ | Marcatori | 90+2’ Aridane Santana |

| Arbitro: | Meetei A. |

|                                                                         |           |  |
| Francisco Sandaza 58’, 63’ (Rig.) Aridane Santana 86’ João Victor 90+1’ | Marcatori |  |

| Arbitro: | Meitei A. |

|                                      |           |                                     |
| Aridane Santana 8’ Roland Alberg 75’ | Marcatori | 57’ Manvir Singh 90+4’ Pritam Kotal |

| Margao 28 febbraio 2021, ore 12:30 UTC+5:30 22ª giornata | FC Goa     | 0 – 0 referto | Hyderabad | Fatorda Stadium (0 spett.)\| Arbitro: \| Banerji P. \| |
| Arbitro:                                                 | Banerji P. |               |           |                                                        |

### Andamento in campionato
| Giornata  | 1 | 2 | 3 | 4 | 5 | 6 | 7 | 8 | 9 | 10 | 11 | 12 | 13 | 14 | 15 | 16 | 17 | 18 | 19 | 20 | 21 | 22 |
| --------- | - | - | - | - | - | - | - | - | - | -- | -- | -- | -- | -- | -- | -- | -- | -- | -- | -- | -- | -- |
| Luogo     | T | T | C | X | T | C | C | T | C | T  | T  | T  | C  | T  | C  | C  | X  | C  | T  | C  | C  | T  |
| Risultato | V | N | N | X | N | V | P | P | P | V  | V  | N  | N  | N  | N  | V  | X  | N  | N  | V  | N  | N  |
| Posizione | 3 | 3 | 4 | 6 | 6 | 5 | 6 | 8 | 8 | 6  | 3  | 4  | 4  | 4  | 4  | 3  | 4  | 4  | 5  | 3  | 5  | 5  |

Legenda:

Luogo: C = Casa; T = Trasferta. Risultato: V = Vittoria; N = Pareggio; P = Sconfitta.